# Nationalsalon Budapest

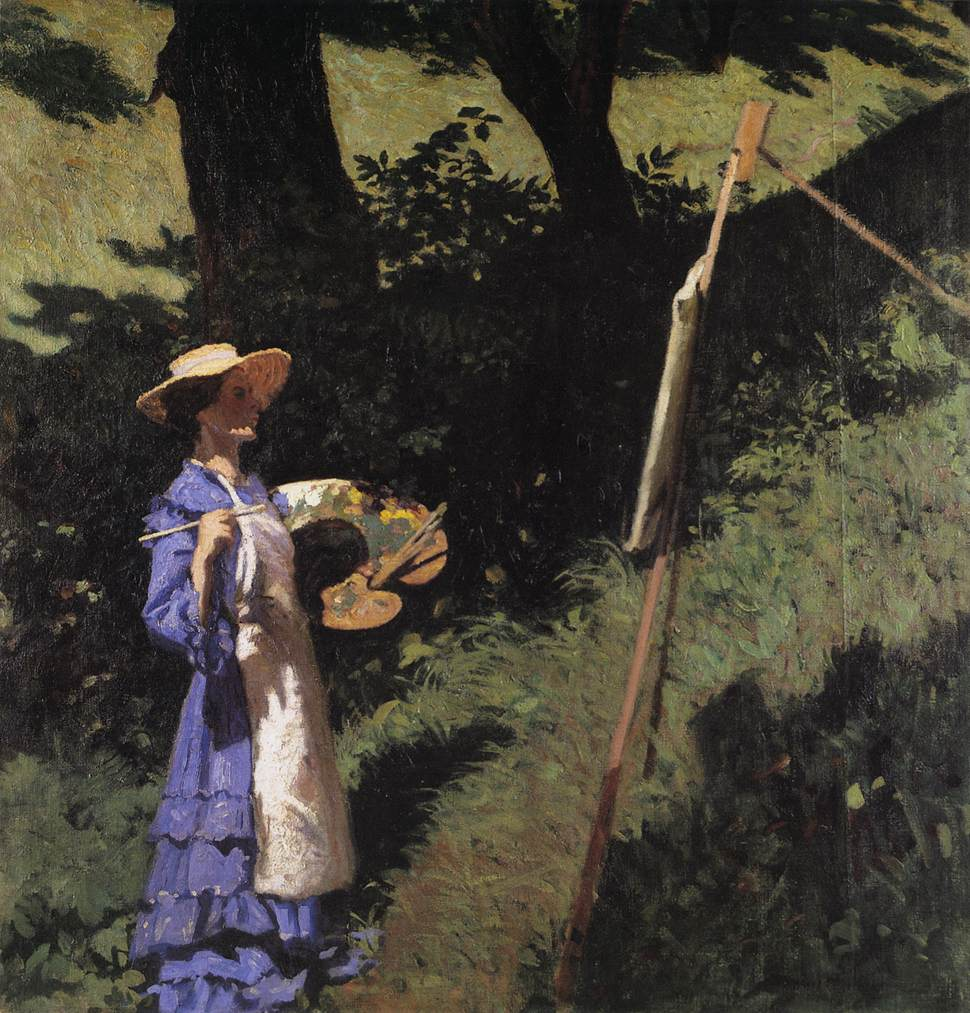
„Die Malerin“

Der Nationalsalon (ungarisch: Nemzeti Szalon) war ein Raum für Kunstausstellungen in Budapest.

## Geschichte
Als Gegenantwort auf die in der Kunsthalle Budapest gezeigte konservative Kunst gründete sich die Gesellschaft Ungarischer Künstler. Das Gebäude diente als Ausstellungsraum der Sozietät. 1903 stellte als erstes der Maler Károly Ferenczy seine Werke (u. a. Die Malerin, 1903) aus und später Künstler der MIÉNK.
Es wurden weitere zahlreiche bedeutende Ausstellungen abgehalten. Vom 17. bis 23. Januar 1927 fand eine Ausstellung von Agost Bayer statt. 1949 löste sich die Gesellschaft auf.